# 片山津ゴルフ倶楽部
片山津ゴルフ倶楽部（かたやまづゴルフくらぶ）は、石川県加賀市新保町に事務所があるゴルフ場。加賀市新保町に「白山・加賀・日本海コース」、同市永井町に「西コース」のゴルフ場がある。
北陸地方で最初の本格的なゴルフ場で、会員制クラブとしては国内最大級の規模を誇っている。

## 概要
片山津ゴルフ倶楽部は、1956年（昭和31年）5月、新たなゴルフ場建設に向けた発起人会により「北陸観光開発株式会社」が設立され、コース設計を佐藤儀一に依頼することが決定された。1957年（昭和32年）10月、母体会社「片山津ゴルフ倶楽部」が発足され、アウトコース9ホールが完成、同年11月1日、仮開場した。1959年（昭和34年）9月、インコース9ホールが完成、片山津ゴルフ場コース18ホール（現・白山コース）が開場した。1962年（昭和37年）11月、白山コース同様にコース設計を佐藤儀一に依頼し、日本海コース9ホールを増設、その後、1967年（昭和42年）10月、日本海コース9ホールを増設、片山津ゴルフ場コース36ホールとなる。1971年（昭和46年）8月、第2白山コース（現・加賀コース）18ホールが完成した。
1974年（昭和49年）11月、山代山中ゴルフ場18ホール（現・西コース）が完成、1980年（昭和55年）6月、山代山中ゴルフ場9ホール完成、計81ホールになる。1990年（平成2年）11月、山代山中ゴルフ場9ホール（現・西コース）を増設、山代山中ゴルフ場コース36ホールとなる。片山津ゴルフ場と合せコース全90ホールの規模となる。1996年（平成8年）7月、加賀コースの改修を加藤俊輔に依頼し完成した。2020年（令和2年）3月、山代山中ゴルフ場の名称を西コースに変更した。この西コース（各9ホール4コース）については2024年（令和6年）6月に「片山津ゴルフ倶楽部WEST（ウエスト）」（各18ホール2コース）にリニューアルされる。
白山・加賀・日本海コースを設計した佐藤儀一は、米国カリフォルニア大学で学び、米国で100勝以上したゴルフ設計家である。帰国後、「廣野ゴルフ倶楽部」のクラブ選手権を12連覇、日本アマ3連覇を含む4勝した。
日本のプロゴルフメジャー大会の1つ、日本ゴルフ協会主催競技でもあり、日本選手権大会に相当する、日本オープンゴルフ選手権競技大会など多くの大会開催の実績がある。

## 白山・加賀・日本海コース

### 所在地
〒922-0401 石川県加賀市新保町ト1の1

### コース情報
- 開場日 - 1957年11月1日
- 設計者 - 佐藤 儀一
- 面積 - 2,180,000 m2（約65.9万坪）
- コースタイプ - 丘陵コース
- コース - 54ホールズ、パー216、白山7,118ヤード、加賀7,038ヤード、日本海6,580ヤード、コースレート
- グリーン - 1グリーン、ベント（ペンクロス）
- フェアウエイ - コーライ
- ラフ - ノシバ
- ハザード - バンカー220、池が絡むホール16
- プレースタイル - 白山 歩行キャディ付、加賀・日本海 乗用カート(5人乗り)、キャディ・セルフ選択可
- 練習場 - 25打席 280ヤード
- 休場日 - 毎週火曜日、12月31日、1月1日[5][6]

### クラブ情報
- ハウス面積 - 9,975m2（3,017坪）
- ハウス設計 - 谷口 吉郎
- ハウス施工 - 清水建設株式会社[7]

### ギャラリー
- コース - 「片山津ゴルフ倶楽部」、コース案内、白山コース、「片山津ゴルフ倶楽部」、コース案内、加賀コース、「片山津ゴルフ倶楽部」、コース案内、日本海コース
- ハウス - 「片山津ゴルフ倶楽部」、施設案内、白山・加賀・日本海コース

### 交通アクセス
- 鉄道 - 北陸新幹線・IRいしかわ鉄道線 - 加賀温泉駅よりタクシー利用 約15分
- 道路 - 北陸自動車道 - 片山津ICより 約3分[8]

### メジャー選手権
- 2004年（平成16年） - 第69回 日本オープンゴルフ選手権競技大会[9]
- 2008年（平成20年） - 第41回 日本女子プロゴルフ選手権大会[10]
- 2015年（平成27年） - 第48回 日本女子オープンゴルフ選手権競技大会[11]
- 2026年（令和8年） - 第59回日本女子プロゴルフ選手権大会開催予定[12]

## 西コース
西コースはいぬわし、くろゆり、あすなろ、だいにちの各9ホール4コースからなるが、2024年（令和6年）6月に「片山津ゴルフ倶楽部WEST（ウエスト）」に改称し、いぬわしとくろゆりを「いぬわしコース」、あすなろとだいにちを「あすなろコース」とする各18ホール2コースにリニューアルされる。

### 所在地
〒922-0857 石川県加賀市永井町79の1

### コース情報
- 開場日 - 1974年11月1日
- 設計者 - 富沢 広親、芝 諄二
- コースタイプ - 丘陵コース
- コース - 36ホールズ、パー144、ヤード、コースレート
- グリーン - 1グリーン、ベント（ペンクロス）
- フェアウエイ - コーライ
- ラフ - ノシバ
- ハザード - バンカーの157、池が絡むホール7
- プレースタイル - 乗用カート(5人乗り)、リモコン式
- 練習場 - 22打席 180ヤード
- 休場日 - 毎週月曜日（祝日の場合は翌平日）、12月31日、1月1日[5][13]

### ギャラリー
- コース - 「片山津ゴルフ倶楽部」、コース案内、西コース
- ハウス - 「片山津ゴルフ倶楽部」、施設案内、西コース

### 交通アクセス
- 鉄道 - 北陸新幹線・IRいしかわ鉄道線 - 加賀温泉駅よりタクシー利用 約15分
- 道路 - 北陸自動車道 - 加賀ICより 約5分[8]

## エピソード
- 1970年（昭和45年）に新たにオープンした18ホールの敷地には農道（国有地のべ20000平方メートル）が存在したが、許可なく潰されホールにする工事が行われた。また芝への転作許可を受けた農地もホールに組み込まれバンカーやハザードにするための工事が行われた。石川県はゴルフ場側が許可なく工事を進めていることに気づき是正を求めたほか、同年9月2日の参議院決算委員会にて問題事案として取り上げられた[14]。
- 「廣野はアリソンの子、片山津はアリソンの孫」といわれる、廣野はアリソンが造ったが、片山津は佐藤儀一が造ったのでアリソンの孫なのである[4]。
- 2004年（平成16年）の 日本オープンゴルフ選手権競技のために、白山コースを改修した加藤俊輔は「世界的にも、これだけのサンドバンカーを各ホールに持ったコースは少ない」と語った[4]。

## 関連文献
- 『ゴルフ博物誌』、荒垣秀雄著、東京 実業之日本社、1968年、2020年8月21日閲覧
- 『片山津ゴルフ倶楽部四十年誌』、「片山津ゴルフ倶楽部」、1998年4月、2020年8月21日閲覧
- 『ゴルフ場ガイド 西版』2006-2007、「片山津ゴルフ倶楽部（石川県）」、東京 ゴルフダイジェスト社、2006年5月、2020年8月21日閲覧
- 『美しい日本のゴルフコース BEAUTIFUL GOLF CULTURE IN JAPAN 日本のゴルフ110年記念 ゴルフは日本の新しい伝統文化である』、ゴルフダイジェスト社「美しい日本のゴルフコース」編纂委員会編、「片山津ゴルフ倶楽部　片山津ゴルフ場」、東京 ゴルフダイジェスト社、2013年12月、2020年8月21日閲覧